# Fudbalski Klub Smederevo
Fudbalski klub Smederevo (Serbio cirílico: Фудбалски клуб Смедерево) es un club de fútbol profesional con sede en Smederevo, Serbia. Actualmente milita en la Primera Liga Serbia, segunda categoría de fútbol del país.

## Historia
Actuando a sugerencia del jefe ingeniero Ernest Radlinski, el club se fundó el 6 de mayo de 1924 por SARTID (Srpsko akcionarsko rudarsko topioničarsko industrijsko društvo) como equipo de fútbol de la fábrica de hierro. Al principio, la plantilla del FK Sartid' se llenó primcipalmente en el segundo y tercer nivel de los jugadores profesionales de Hungría, Austria y Alemania, y el club no hizo mucho ruido en la escena futbolística en el Reino de Yugoslavia.
Luego, en 1944, se disolvió principalmente por las nuevas autoridades comunistas de Yugoslavia a partir del final de la Segunda Guerra Mundial, junto con toda la fábrica Sartid, donde sus propiedades fueron nacionalizadas.
Aunque no es seguro si lo que sigue se puede ver en continuidad con el FK Sartid, muchos aficionados lo consideran parte de la historia del club, así que dependiendo de la propia opinión, ya sea un club de nueva aparición o el nombre fue cambiado simplemente a FK Metalac en 1944.
El período siguiente se caracterizó por numerosos cambios de nombres.
Dos años más tarde, en 1946 el nombre fue cambiado a FK Jedinstvo, y duró sólo tres años, hasta 1949 cuando fue cambiado a FK Smederevo.
En 1958, se fusionó el Metalac con el Smederevo para formar al OFK Budućnost, el nombre que tuvieron hasta 1962, cuando se cambió de nuevo a FK Smederevo. Este nombre se prolongó hasta que en 1967 el club se convirtió en el  FK Metalurg.
En 1976, el nombre fue cambiado a FK Smederevo por tercera vez, el cual usó hasta la desintegración de la República Federativa Socialista de Yugoslavia en 1992.
A lo largo de este período de 48 años, el club trabajaba en ligas menores (liga regional serbia, etc).
El FK Sartid renació en 1992, cuando la organización del Sartid metalúrgica se hizo cargo de la propiedad del club y el patrocinio, y rápidamente retornó a su nombre original. El renacimiento comenzó de inmediato, ya que el club pasó de la liga yugoslava de la zona Smederevo a Primera División en seis temporadas. La campaña 1998-99 pasará a la historia al alcanzar la máxima categoría por primera vez. El éxito del club en este período fue gracias a su presidente de la junta principal, Dušan Matković. Además de su posición en el FK Sartid, Matkovic también era un funcionario de alto rango del partido de Slobodan Milošević, el SPS así como el ministro de Industria en el gobierno de Mirko Marjanović. Las acusaciones de que el club participó en diversas actividades ilícitas e irregulares, y también de que estaba protegido de toda persecución debido a su benefactor de gran alcance durante este periodo son numerosos.
Luego de varios años en acceder a la ronda de play-off, ganaron la Copa de Serbia y Montenegro en el año 2003, ante el FK Crvena Zvezda. En el 2004, cambió su nombre otra vez a FK Smederevo.
Su mejor jugador ha sido su excapitán Goran Bogdanović, quien se retiró al final de la temporada 2003–04.

## Años En Europa

### 2001–02
El trío compuesto por Nenad Mirosavljević (15 goles en torneo de liga), Vladimir Mudrinić (proveniente a media temporada del Zenit Saint Petersburg) y Goran Bogdanović abrió el camino en la distancia durante la campaña 02/01 que, entre otras cosas, será recordado por la ausencia de ahora el cambio habitual de entrenamiento a mitad de temporada(s). El entrenador Jovica Škoro llenó de confianza a su equipo y alcanzaron la 3ª plaza de la liga y una final de la Copa Yugoslava, en la que tuvo la mala suerte de perder con uno de los equipos más grandes del país, el FK Partizan.
A nivel europeo, Sartid jugó en la Copa Intertoto, la cual es recordada por eleiminar en la Primera Ronda al Dundee de Escocia (0–0 en la ida, 5–2 en casa ante 16,000 aficionados). Desafortunadamente, fue eliminado en la Segunda Ronda ante el 1860 Múnich de Alemania, el cual contaba con veteranso como Thomas Häßler y Vidar Riseth (1–3 en la ida, 2–3 en casa).

### 2002–03
El año que comenzó con gran expectativa casi se echó a perder al final con una serie de malos resultados que envió el equipo hacia abajo de la tabla. La gestión reaccionó rápidamente, sacando al entrenador Skoro en abril y trayendo a Milenko Kiković para su segundo periodo en el equipo. La movida pagó dividendos inmediatamente salvando la categoría. Y ese no fue el único motivo para celebrar, ya que vencieron al FK Crvena Zvezda 1–0 por la Copa Nacional en la final jugada en el Partizan Stadium, sede del archirrival histórico del FK Crvena Zvezda, el FK Partizan.
Similar al torneo doméstico, su estancia en Europa fue breve. eliminaron al Bangor City de Gales en la Clasificatoria a la UEFA Cup en donde se enfrentaron al Ipswich Town de Inglaterra, quien los terminó dejando fuera del torneo. La esperanza de clasificar era alta tras empatar de visita 1–1, solo esperando el juego de vuelta en casa. Sin embargo, una jugada hecha por Marcus Bent, la cual se transformó en penal al minuto 9 marcó su eliminación.

### 2003–04
La campaña 2003-04 fue una temporada bastante estable en el resultado de la primera división racional. A pesar de que no ser habitual en el puesto de entrenador. El nuevo entrenador en jefe Ratko Dostanić, comenzó tremendamente. En la Copa de la UEFA, que llevó al equipo a una victoria memorable, en un duelo contra el FK Sarajevo. Con Dostanić firmemente a cargo, Sartid continuó en forma, jugando de manera memorable la liga doméstica también. En el punto medio de la temporada, Sartid estaba ubicado en la tercera posición, justo por detrás de las potencias de Belgrado, el Crvena Zvezda y el Partizan. Durante las vacaciones de invierno, Dostanić quería que el capitán del equipo Goran Bogdanović fuera promovido a la función de director técnico, pero el nuevo presidente del club Thomas Kelly no quiso saber nada de él, así que decidió dejar a Dostanić. El antiguo entrenador Milenko Kiković volvió como entrenador y se las arregló para completar una temporada exitosa para el club.

### 2004–05
En la temporada 2004–05 no fue del todo feliz. Vencieron de manera humillante al Sant Julià de Andorra en la Copa Intertoto en la Primera Ronda, pero lo más doloroso vendriá luego al saber que su siguiente rival sería el Dinamo Minsk de Bielorrusia, el cual los eliminó en la siguiente ronda. A lo largo de la campaña nacional, el Smederevo enfrentó la amenaza del descenso. Durante el receso de invierno, el entrenador Kiković dimitió, dejando al equipo en la 10 ª posición con 17 puntos. El nuevo entrenador en jefe Tomislav Sivic logró mantener al club en la máxima categoría.

### 2005–06
Fue otra temporada difícil para el club. La eliminación avergonzante en primera ronda de la Copa Intertoto ante el Pobeda de Macedonia era una señal de lo que vendrá. Después de la gestión de sólo 13 puntos en 11 partidos de liga, el entrenador en jefe Tomislav Sivic renunció el 1 de noviembre de 2005, en la estela de la tercera derrota consecutiva en la liga del equipo. Tras un período en virtud de un interino, el club nombró al español Jaume Bauzá el 28 de noviembre de 2005. En general el equipo mejoró, fue suficiente para evitar el descenso al final de la temporada.

## Participación en competiciones europeas
| Temporada | Torneo         | Ronda          | Club         | Casa | Visita | Global |
| --------- | -------------- | -------------- | ------------ | ---- | ------ | ------ |
| 2001–02   | Copa Intertoto | 1              | Dundee       | 5–2  | 0–0    | 5–2    |
| 2001–02   | Copa Intertoto | 2              | 1860 Munich  | 2–3  | 1–3    | 3–6    |
| 2002–03   | Copa UEFA      | Clasificatoria | Bangor City  | 2–0  | 0–1    | 2–1    |
| 2002–03   | Copa UEFA      | 1              | Ipswich Town | 0–1  | 1–1    | 1–2    |
| 2003–04   | Copa UEFA      | Clasificatoria | FK Sarajevo  | 3–0  | 1–1    | 4–1    |
| 2003–04   | Copa UEFA      | 1              | Slavia Praga | 1–2  | 1–2    | 2–4    |
| 2004–05   | Copa Intertoto | 1              | Sant Julià   | 3–0  | 8–0    | 11–0   |
| 2004–05   | Copa Intertoto | 2              | Dinamo Minsk | 1–3  | 2–1    | 3–4    |
| 2005–06   | Copa Intertoto | 1              | Pobeda       | 0–1  | 1–2    | 1–3    |

## Estadio
El estadio del FK Smederevo es uno de los estadios más modernos de Serbia. El estadio tiene capacidad para 17.200 espectadores. También tiene uno de las mejores gramillas del país.
En el estadio hay un marcador digital moderno. En los años siguientes el plan se destina a cubrir el estadio y una de las tareas principales es la creación de las luces.

## Simpatizantes
Los partidarios del FK Smederevo son conocidos como Despoti (Los Déspotas).

## Notables exjugadores
| - Saša Antunović - Goran Bogdanović - Dejan Kekezović - Mateja Kežman - Saša Kocić - Nenad Mirosavljević - Vladimir Mudrinić | - Marko Pantelić - Dragan Radosavljević - Marko Sočanac - Boris Vasković - Milorad Zečević - Dragan Žilić |

## Palmarés
- Copa de Serbia y Montenegro: 1

2002–03
- Primera Liga de Yugoslavia: 1

1996-97
- Segunda División de Serbia: 0
  - Sub-Campeón: 1

2008-09

## Entrenadores
| Periodo   | Nombre             |
| --------- | ------------------ |
| 2000      | Milenko Kiković    |
| 2000      | Slobodan Dogandžić |
| 2000–2003 | Jovica Škoro       |
| 2003      | Milenko Kiković    |
| 2003      | Ratko Dostanić     |
| 2004      | Zvonko Varga       |
| 2004      | Milenko Kiković    |
| 2005      | Tomislav Sivić     |
| 2005–2006 | Jaume Bauzá        |
| 2006–2007 | Mihailo Ivanović   |

| Periodo               | Nombre             |
| --------------------- | ------------------ |
| 2007                  | Goran Milojević    |
| 2007–2008             | Radmilo Ivančević  |
| 2008–2009             | Dragan Đorđević    |
| 2009–2010             | Blagoje Paunović   |
| 2010–Junio 12         | Dragan Đorđević    |
| Junio 2012–Octubre 12 | Aleksandar Janjić  |
| Octubre 2012–Abril 13 | Miloš Velebit      |
| Abril 2013–presente   | Ljubomir Ristovski |